# Stephonyx scutatus
Stephonyx scutatus is een vlokreeftensoort uit de familie van de Uristidae. De wetenschappelijke naam van de soort is voor het eerst geldig gepubliceerd in 1977 door Griffiths.